# Muarapotan
Muarapotan is een bestuurslaag in het regentschap Mandailing Natal van de provincie Noord-Sumatra, Indonesië. Muarapotan telt 481 inwoners (volkstelling 2010).